# Arena Carsko seło
Arena Carsko seło (bułg. Арена Царско село) – stadion piłkarski w Sofii. Domowy obiekt Carsko Seło Sofia. Jego trybuny mogą pomieścić 1550 widzów.